# Rochefort-en-Valdaine
Rochefort-en-Valdaine è un comune francese di 359 abitanti situato nel dipartimento della Drôme della regione dell'Alvernia-Rodano-Alpi.

## Società

### Evoluzione demografica
Abitanti censiti